# Argiope australis
Argiope australis là một loài nhện trong họ Araneidae.
Loài này thuộc chi Argiope. Argiope australis được Charles Athanase Walckenaer miêu tả năm 1805.